# Clallam County
Clallam County is een van de 39 county's in de Amerikaanse staat Washington.
De county heeft een landoppervlakte van 4.505 km² en telt 64.525 inwoners (volkstelling 2000). De hoofdplaats is Port Angeles.

## Plaatsen in Clallam County
1. Bell Hill
2. Blyn
3. Carlsborg
4. Forks
5. Neah Bay
6. Port Angeles
7. Port Angeles East
8. River Road
9. Sequim

## Bezienswaardigheden
Ten noorden van de county aan de kust met de Straat van Juan de Fuca ligt de grootste Amerikaanse schoorwal, de Dungeness Spit. De schoorwal is ruim negen kilometer lang en ieder jaar komt er nog zo'n vijf meter bij. Op de uiterste punt van de schoorwal staat de eerste vuurtoren van de staat Washington.
Adams · Asotin · Benton · Chelan · Clallam · Clark · Columbia · Cowlitz · Douglas · Ferry · Franklin · Garfield · Grant · Grays Harbor · Island · Jefferson · King · Kitsap · Kittitas · Klickitat · Lewis · Lincoln · Mason · Okanogan · Pacific · Pend Oreille · Pierce · San Juan · Skagit · Skamania · Snohomish · Spokane · Stevens · Thurston · Wahkiakum · Whatcom · Whitman · Yakima